# Giovanni Battista Agliardi
Giovanni Battista Agliardi (Bergamo, 11 settembre 1827 – Bergamo, 1º febbraio 1896) è stato un politico italiano.
Fu senatore del Regno d'Italia nella XVII legislatura.